# Axacalia spiraeanthi
Axacalia spiraeanthi là một loài côn trùng cánh nửa trong họ Aleyrodidae, phân họ Aleyrodinae.
Axacalia spiraeanthi được Danzig miêu tả khoa học đầu tiên năm 1969.